# ひたちエフエム
ひたちエフエムは茨城県日立市の一部地域を放送対象地域として超短波放送（FM放送）をする特定地上基幹放送事業者の株式会社JWAYが保有する特定地上基幹放送局の呼出名称である。
JWAYはFMひたちの愛称でコミュニティ放送をしているが、従前は別法人によるものでその経緯も述べる。JWAYはまたエリア放送をする地上一般放送事業者でもあり併せて述べる。

## 概要
日立市ではかねてよりコミュニティ放送局開局の気運があり、2003年（平成15年）の海と山のまつりでイベント放送局（呼出符号JOYZ3AO-FM、周波数76.8MHz、空中線電力20W）が開局された。
これを契機として2009年（平成21年）に日立市の中心商店街の有志がファイトマイタウンひたち協同組合を設立し代表理事に常陸放送設備株式会社を営む田村弘が就任。
2010年（平成22年）の開局に至った。
開局当初の本社・演奏所（スタジオ）は助川町のいろはやビル3階にあった。送信所は宮田町の鞍掛山にあり、放送局（現・特定地上基幹放送局）の呼出符号はJOZZ3BU-FM、周波数82.2MHz、空中線電力20Wで放送区域は日立市および那珂郡東海村の各一部地域。
2011年（平成23年）の東北地方太平洋沖地震の際にはスタジオの電源が尽きると送信所に簡易スタジオを設置、放送を継続した。
2014年（平成26年）には協同組合の有志によりひたちコミュニティ放送合同会社を設立。コミュニティ放送局の免許人の地位を承継した。
2016年（平成28年）に、ひたちコミュニティ放送合同会社は株式会社えふえむひたちに組織並びに社名を変更した。
2017年（平成29年）に、えふえむひたちは日立市のケーブルテレビ局JWAYに子会社化され、2018年（平成30年）に本社・スタジオを幸町のJWAY本社に移転した。、
2021年（令和3年）に、えふえむひたちは地上一般放送局の免許を取得してエリア放送を開始した。局名はえふえむひたちエリア放送。
2022年（令和4年）に、えふえむひたちはJWAYに吸収合併された。
- JWAYがコミュニティ放送局の免許人の地位を承継、JWAYへの出資比率からシンクレイヤがマスメディア集中排除原則にいう支配関係[1]にある。地上一般放送局も免許人の地位を承継し、局名はJWAYエリア放送となった。

かつては、サテライトスタジオが鹿島町の交流施設「よって家fm」と幸町のイトーヨーカ堂日立店（2022年閉店）内にあった。
日曜深夜も含め24時間放送をしている。自社制作番組以外の時間はミュージックバードを放送。インターネット配信はListenRadioによる。
日立市とは「災害時における緊急放送の要請に関する協定書」を締結している。

## 沿革
2004年（平成16年）
- 5月31日 - 株式会社JWAY設立[9]

2009年（平成21年）
- 9月1日 - ファイトマイタウンひたち協同組合設立[10]

2010年（平成22年）
- 1月15日 - ファイトマイタウンひたち協同組合が放送局の予備免許取得[11]
  - 協同組合が免許人となるのは初の事例であった。
- 2月26日 - 放送局の免許取得[6][12]
- 2月28日 - 開局[12]

2011年（平成23年）
- 10月1日  - 日立市と「災害時における緊急放送の要請に関する協定書」[8]を締結

2014年（平成26年）
- 6月 - ひたちコミュニティ放送合同会社設立
- 12月1日 - ファイトマイタウンひたち協同組合からひたちコミュニティ放送合同会社に免許人の地位を承継

2016年（平成28年）
- 7月29日 - 組織変更公告[13]
- 9月12日 - ひたちコミュニティ放送合同会社から株式会社えふえむひたちへ組織変更及び改称[14]

2017年（平成29年）
- 11月 - 株式会社JWAYが株式会社えふえむひたちを子会社化[15]

2018年（平成30年）
- 10月1日 - 本社・スタジオが幸町に移転[14]

2020年（令和2年）
- 9月7日 - 株式会社えふえむひたちが地上一般放送局の免許取得[7]
- 8月31日 - ファイトマイタウンひたち協同組合は総会決議により解散[16]

2021年（令和3年）
- 1月20日 - ファイトマイタウンひたち協同組合は清算結了により登記閉鎖[17]され法人格消滅

2022年（令和4年）
- 5月12日 - 合併公告[18]
- 7月1日 - 株式会社JWAYと株式会社えふえむひたちが合併[19]、株式会社えふえむひたちは合併による解散により登記閉鎖[14]され法人格消滅

2024年（令和6年）
- 2月20日 - ホームページをリニューアル[20]

## 主な番組
2024年（令和6年）10月現在
- グッドモーニング 日立【生放送】（月 - 金・7:00 - 8:50）
- Lunch Box【生放送】（月 - 金・11:30 - 13:30）
- 夕焼け小焼けafter4【生放送】（月 - 金・16:00 - 17:55）
- タウンインフォメーション（月 - 金・8:50 - 8:55、9:50 - 9:55、14:50 - 14:55、17:55 - 18:00・土曜 8:54 - 8:59、土 - 日 13:55 - 14:00）
- 日立市からのお知らせ（日 8:00 - 8:05、16:55 - 17:00）
- 吉田メロディとステキな時間（月・18:00 - 18:30） - ミュージックバードを通じて全国のコミュニティ放送局に配信されている。この場合の放送時間は、当局放送翌週の日曜 28:30 - 29:00 - 26:58（遅れネット）。
- キミと30min（月・18:30 - 19:00）倉田希実子
- 夕暮れのシェヘラザード（火・18:00 - 18:15）ちょくし
- KATSUMIのAmazing HITACHI!【生放送】（第1および第3火曜・18:15 - 19:00）KATSUMI、他
- ゆるゆるロックエンジェル【生放送】（第2および第4火曜・18:15 - 19:00）SHIZUKA、他
- イチ推し!だジェイ（水・18:00 - 18:30）
- 健康応援団・ひたち健康ナビ（水・18:30 - 19:00）
- みんようの時間（木・18:30 - 19:00）
- 立木竜一、の艶歌でえ〜んか!【生放送】（木・19:00 - 19:30）
- 金曜日のあるべじお（金・18:00 - 19:00、再放送　金曜　24:00 - 25:00）竹輪舞子
- Holiday of smiling【生放送】（土・7:00 - 9:00）ちづる
- すくすく☆サンデー【生放送】（土・12:00 - 13:50）ちづる/DJしげる
- DJしげるのちゅんちゅんパーティー（日・5:00 - 5:30）DJしげる
- 日立のトップアスリート総集編（日・8:00 - 8:50）
- 江口さんの部屋（第4週　日・20:30 - 21:00）

### 吉田メロディとステキな時間
吉田メロディとステキな時間（よしだメロディとステキなじかん）は、FMひたち制作による音楽番組。
日曜深夜（月曜早朝）には、MUSIC BIRD for COMMUNITYを通じ、全国のコミュニティ放送局でも放送（放送されていない局もあるが、JWAYでは「全国Ver.」と称して放送される）。
番組概要
JWAYは茨城県日立市出身の作曲家・吉田正の楽曲を100曲以上所有しており、それらの音源で構成する音楽番組。
番組構成
オープニング→吉田正の楽曲・関連曲を3曲流す→コーナー「イントロクイズ」→関連曲を1曲流す→エンディング（吉田正音楽記念館のお知らせ）
コーナー「イントロクイズ」
毎週の番組定番のコーナー。吉田正の楽曲をクイズ形式で出題する、リスナー参加型企画。
ある関連楽曲について、イントロの一文字を流し、吉田自身、または吉田の関連楽曲の歌手と曲名を出題。回答をFAX、郵送・Eメールにて受け付ける。回答の〆切は放送週の水曜日。応募者の中から抽選で5名に番組ポストカードがプレゼントされる。
番組では、前回の答え合わせとして、前回の出題部分を流したのち、リスナーのメッセージと答えを紹介→クイズの正解を発表し、正解者のメールを紹介する→次回の問題を出題する。

### 終了番組
- くちゃらべっちゃら（月 - 金・22:00 - 、2013年3月29日を以て終了）
- あ〜やの大冒険（月・18:00 - 19:00）あ〜や
- ごじゃっぺいがっぺ（火・18:00 - 19:00）ジェームス英樹・あい
- 電撃三五十五のTHE8（月・20:00 - 21:00）三五十五、Bitz
- 歌謡曲バンザイⅡ（火・18:00 - 19:00）みゆき&ミッシェル
- KATSUMIのふるさと芸術＆文化クローズアップ（木・18:30 - 19:00） KATSUMI
- ハイタッチ・スクール（第3土曜・12:00 - 13:00）日立第二高等学校放送部
- ゲルゲルビッツ音楽隊（土・20:30 - 21:00）geru・Bitz
- ビジュぴたサタデー（第2・4土曜・12:00 - 13:00）ちづる
- はらぺこキッズ（土日・12:00 - 13:50）ジェームス英樹、他
- Music of Dreams（日・16:00 - 18:00）大塚利恵、mana、KATSUMI、マシコタツロウ、西山小雨
- 音楽20世紀少年（木・18:00 - 19:00）クワナッチ
- cottons Night（第4日曜・20:00 - 20:30）cotton, AKIRA
- Music Hot Selection
- Lariの金曜日なのに歌謡曲（金・18:00 - 19:00）
- ひたっち Happy Diaries（火・18:00 - 18:15）
- Flying Café（土・19:30 - 20:00）宮田まゆみ
- ゆきカニ合戦（第1・3・5週　日・20:00 - 20:30

## エリア放送
地上一般放送局の諸元
- 免許人:株式会社JWAY
- 局名:JWAYエリア放送
- 呼出符号:JOXZ3FD-AREA
- 物理チャンネル:33ch
- 周波数:593.142857MHz
- リモコンキーID:11
- 空中線電力:20mW
- ERP:50mW
- 業務区域:日立駅周辺